# Бибиков, Евгений Михайлович
Евгений Михайлович Бибиков (1840—1900) — русский генерал, участник русско-турецкой войны 1877—1878 годов.

## Биография
Евгений Бибиков родился 11 августа 1840 года, образование получил в Пажеском корпусе, откуда 16 июня 1860 года был выпущен прапорщиком в лейб-гвардии Стрелковый Императорской фамилии батальон и 30 августа 1862 года произведён в подпоручики.
С этим батальоном Бибиков принимал участие в усмирении Польского мятежа 1863 года, за отличия был награждён орденами св. Станислава 3-й степени с мечами и бантом и св. Анны 3-й степени с мечами и бантом.
31 августа 1868 года Бибиков был произведён в поручики и 20 августа 1869 года — в штабс-капитаны.
27 июля 1876 года Бибиков был зачислен в лейб-гвардии 1-й стрелковый Его Величества батальон и назначен адъютантом к главнокомандующему действующей армией в Турции великому князю Николаю Николаевичу Старшему.
Участвуя в русско-турецкой кампании 1877—1878 годов, Бибиков за боевые отличия 4 июля получил чин капитана и орден св. Владимира 4-й степени с мечами и бантом и 11 августа 1877 года был награждён орденом св. Георгия 4-й степени
В воздаяние за отличие в деле с Турками, 4 Июля 1877 года, при селении Уфлани, где овладел укрепленною позициею, упорно защищаемою неприятелем.
Произведённый 17 апреля 1879 года в полковники Бибиков продолжал состоять при великом князе до 30 августа 1889 года, когда был произведён в генерал-майоры, возвратился к строевой службе и командовал последовательно кадровым батальоном лейб-гвардии резервного полка (8 октября 1889 года — 7 мая 1891 года), лейб-гвардии Финляндским полком (до 14 августа 1895 года), 2-й бригадой 2-й гвардейской пехотной дивизии, а в 1899 году назначен начальником 2-й гвардейской пехотной дивизии с производством в генерал-лейтенанты.
Среди прочих наград Бибиков имел ордена св. Станислава 2-й степени (1883 год), св. Анны 2-й степени (1885 год), св. Владимира 3-й степени (1888 год), св. Станислава 1-й степени (1892 год) и св. Анны 1-й степени (1896 год).
Бибиков явился основателем «Общества ревнителей военных знаний», во главе которого стоял сперва неофициально, а по исходатайствовании Высочайшего утверждения этого общества стал его председателем.
Евгений Михайлович Бибиков скончался 27 сентября 1900 года в городе Санкт-Петербурге.